# Gwynfi and Croeserw
Gwynfi and Croeserw är en community i Neath Port Talbot i Wales. Community är belägen 14 km från Neath. Det inkluderar Abergwynfi, Blaengwynfi och Croeserw. Den bildades den 5 maj 2022 genom en delning av Glyncorrwg community.